# ثعبان أسطواني
ثعابين أسطوانية أو ثعابين أنبوبية آسيوية (الاسم العلمي: Cylindrophis)، فصيلة ثعابين أحادية الطراز، هي ثعابين شبه أحفورية (أي حافرة) غير سامة توجد في جنوب شرق آسيا. تضم في الوقت الحالي ثلاثة عشر نوعًا، ولا توجد لها أي نويعات.